# Peter Brimelow
Peter Brimelow, né en 1947, est un journaliste et écrivain nationaliste blanc américain.
Il est connu pour son opposition à l'immigration et ses liens avec l'alt-right. Après avoir écrit pour plusieurs médias conservateurs, il fonde le site web d'extrême droite VDARE en 1999, dont il démissionne en 2024.

## Biographie
Peter Brimelow naît en 1947. D'origine britannique, il devient citoyen américain par voie de naturalisation.
Il obtient un Master of Business Administration à la Stanford Graduate School of Business en 1972.
De 1979 à 1981, il est conseiller politique et rédacteur de discours pour le sénateur de l'Utah Orrin Hatch.
Il écrit régulièrement dans National Review à partir de 1988, mais également pour Forbes et Dow Jones,. Il est écarté de National Review en 1997 pour ses positions racistes.
En 1999, il fonde le Center for American Unity et le site web VDARE, connu pour ses articles anti-immigration, xénophobes et racistes, souvent rédigés par des suprémacistes blancs et des antisémites. Son site, nommé en référence à Virginia Dare, la première enfant blanche née dans les colonies américaines, est devenu un bastion pour les figures nationalistes blanches telles que Richard B. Spencer et Jared Taylor,,.
En mars 2010, il participe avec Richard Spencer et Paul Gottfried à la fondation du magazine Alternative Right, qui donne par la suite son nom à l'alt-right. Il accorde au magazine une subvention de 35 000 dollars.
En 2012, Brimelow est invité à prendre la parole lors de la Conservative Political Action Conference (CPAC). Il participe à nouveau à la CPAC en 2018.
En 2020, Peter Brimelow déplace le siège de VDARE à Berkeley Springs, en Virginie-Occidentale, après avoir acheté un château historique dans la ville. La fondation VDARE fait l'objet d'une enquête du procureur général de New York pour de possibles irrégularités financières liées à l'acquisition du château.
En août 2024, Peter Brimelow annonce sa démission de VDARE en raison de l'enquête. VDARE suspend ses activités.

### Vie privée
Il a un fils, Alexander James Frank Brimelow, né en 1991.

## Positions
Il est nationaliste blanc,. Il rejette cependant lui-même ce terme, lui préférant celui de « nationaliste civique »,.
En 1995, dans son ouvrage Alien Nation: Common Sense About America's Immigration Disaster, il préconise une réduction drastique, voire l'élimination totale, de l'immigration aux États-Unis. Brimelow estime que l'Immigration and Nationality Act of 1965, qui a permis une immigration accrue en provenance d'Asie, d'Amérique latine et d'Afrique, serait une menace à la cohésion sociale et à l'identité culturelle américaine. Il préconise une approche raciale à la politique américaine d'immigration,,. L'universitaire John Scanlan l'estime ainsi influencé par des théories suprémacistes similaires à celles de Madison Grant.
En 2016, il soutient la candidature de Donald Trump à l'élection présidentielle. Il assiste à son inauguration.

## Influence
Peter Brimelow joue un rôle influent dans la diffusion de la rhétorique anti-immigration au sein de la droite américaine, notamment en influençant des figures de l'administration Trump telles que Stephen Miller, architecte de plusieurs de ses politiques anti-immigration. Les idées de Brimelow sont aussi reprises par d'autres membres de l'alt-right, dont Richard B. Spencer.

## Critiques
En 2003, le Southern Poverty Law Center qualifie VDARE de « site haineux », soulignant qu'il donne une tribune à des auteurs liés au suprémacisme blanc, tels que Jared Taylor et Sam T. Francis. Brimelow défend son site en affirmant qu'il s'agit d'un espace de débat légitime où des auteurs nationalistes blancs s'expriment de manière rationnelle et non violente, comparant leur engagement à celui de groupes de défense des droits des minorités.

### Alien Nation

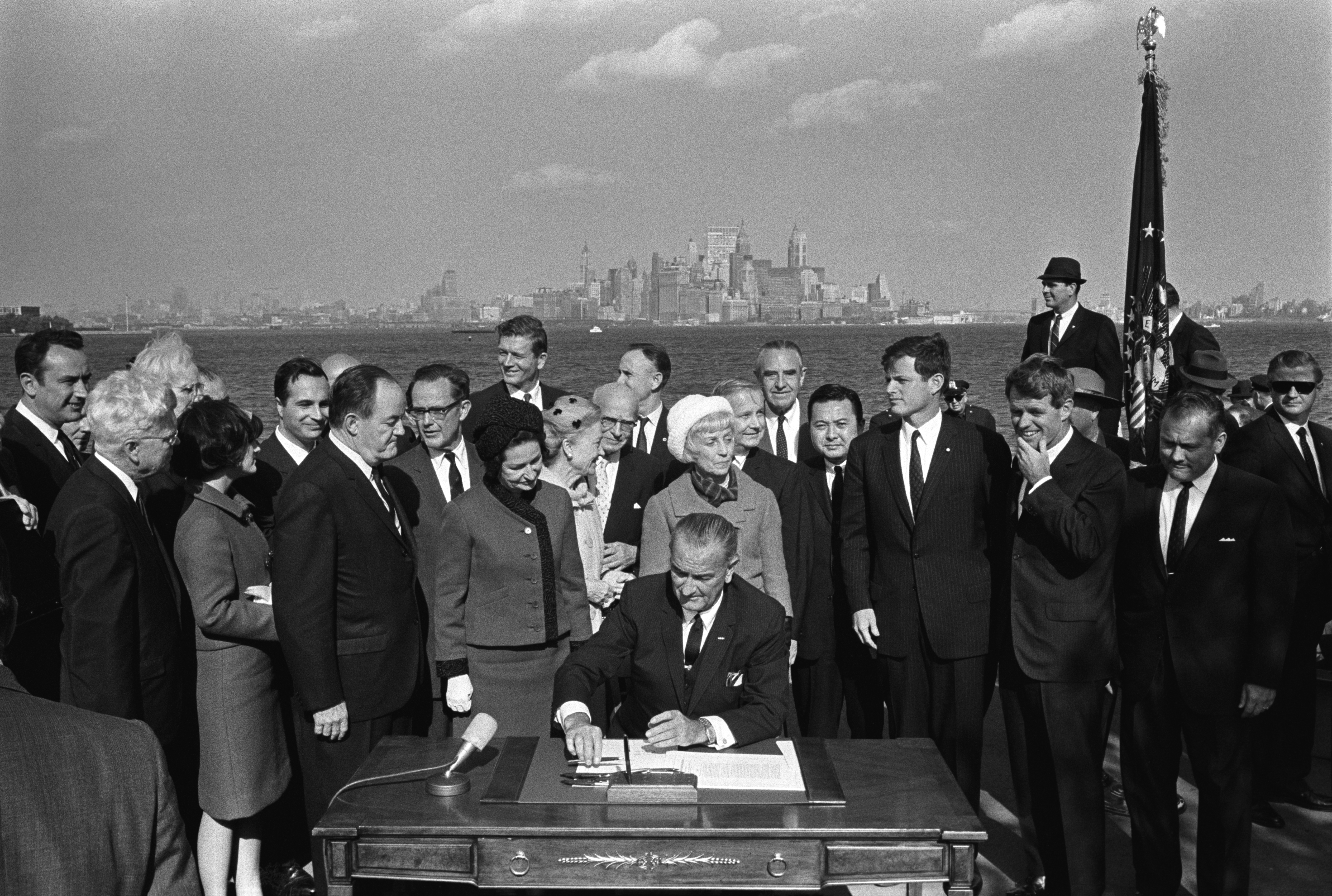
Lyndon B. Johnson signant l'Immigration and Nationality Act of 1965, principal objet de la critique opérée dans Alien Nation.

Le politologue Aristide Zolberg critique les positions tenues par Brimelow dans son livre Alien Nation sur les effets de l'immigration sur la société américaine. Il met en évidence plusieurs distorsions et erreurs factuelles dans le récit de Brimelow, arguant que son ouvrage est plus significatif en tant qu'événement politique qu'en tant que contribution à la compréhension de la politique d'immigration, et qu'il tente de légitimer l'opposition xénophobe et raciste à l'immigration aux États-Unis. Zolberg compare la thèse principale de Brimelow, selon laquelle l'Immigration and Nationality Act of 1965 serait un effort malavisé qui menacerait la survie d'une société américaine anglo-saxonne dominée par les Blancs, aux positions de l'extrême droite européenne.
Zolberg réfute le récit de Brimelow en mettant en lumière le contexte historique plus large de la politique d'immigration des États-Unis, y compris les motivations qui sous-tendent les réformes de 1965, qui visaient à éliminer la discrimination raciale et ethnique de la vie publique. Pour Zolberg, les solutions politiques proposées par Brimelow, telles qu'une restriction sévère de l'immigration basée sur la race et la fin du droit du sol, sont dangereuses et peu susceptibles de répondre aux véritables défis de l'immigration d'une manière productive.
L'universitaire Peter H. Schuck critique l'accent mis par Brimelow sur la race dans le cadre des politiques d'immigration qu'il prône dans son livre, soulignant que cette approche pourrait raviver les tensions raciales dans un contexte déjà tendu. Il réfute plusieurs arguments avancés par Brimelow, concernant la démographie des États-Unis, leurs capacités environnementales d'accueil de plus d'immigrés, l'impact économique de l'immigration, le taux d'assimilation culturelle des immigrés post-1965 et la transformation du discours politique aux États-Unis par les immigrés.
Pour le professeur de science politique Peter Skerry, « sa réflexion sur les effets économiques de l'immigration est unilatérale et ne tient pas compte des preuves qui contredisent son argumentation. Il n'accorde pratiquement aucune attention, par exemple, aux nombreuses façons dont le travail effectué par les immigrés — en tant qu'ouvriers agricoles, concierges, femmes de ménage, ouvriers d'usine, infirmières, sans parler des médecins et des scientifiques — sert les intérêts économiques des Américains ordinaires. Parmi les économistes professionnels qui se sont penchés sur la question, la plupart ne partagent pas l'évaluation négative de Brimelow quant à la contribution de l'immigration au bilan national ».

## Affaire judiciaire
En septembre 2020, Brimelow poursuit le New York Times en justice pour diffamation, réclamant au quotidien 5 millions de dollars après avoir été qualifié de « nationaliste blanc assumé » dans un article de 2019. Le Times a modifié l'article en supprimant le mot « assumé » mais a maintenu l'étiquette de nationaliste blanc. Sa plainte est rejetée par un tribunal fédéral de New York en décembre 2020, jugeant que les descriptions de Brimelow et VDARE comme « nationalistes blancs » relèvent de l'opinion et non de la diffamation,.